# Dorian O'Daniel
Dorian O'Daniel (Canonsburg, 4 settembre 1996) è un giocatore di football americano statunitense che milita nel ruolo di linebacker per i Kansas City Chiefs della National Football League (NFL).

## Carriera

### Kansas City Chiefs
O'Daniel fu scelto nel corso del terzo giro (100º assoluto) nel Draft NFL 2018 dai Kansas City Chiefs. Debuttò come professionista subentrando nella gara del primo turno contro i Los Angeles Chargers senza fare registrare alcuna statistica. Disputò la prima gara come titolare nella settimana 11 di nuovo contro i Chargers mettendo a segno 4 placcaggi. La sua stagione da rookie si chiuse con 34 tackle disputando tutte le 16 partite. Il 2 febbraio 2020 scese in campo nel Super Bowl LIV contro i San Francisco 49ers che i Chiefs vinsero per 31-20, conquistando il primo titolo dopo cinquant'anni.

## Palmarès
- Super Bowl : 1

Kansas City Chiefs: LIV
- American Football Conference Championship: 2

Kansas City Chiefs: 2019, 2020